# Lechon
Lechon település Spanyolországban,  Zaragoza tartományban. Lechon Romanos, Villahermosa del Campo, Cucalón, Ferreruela de Huerva, Anento és Nombrevilla községekkel határos. Lakosainak száma 44 fő (2024).

## Népesség
A település népessége az utóbbi években az alábbiak szerint változott:
| Lakosok száma | 55   | 58   | 54   | 54   | 52   | 53   | 51   | 51   | 47   | 44   |
|               | 2001 | 2004 | 2007 | 2009 | 2012 | 2014 | 2017 | 2019 | 2022 | 2024 |